# Waldo (Arkansas)
Waldo es una ciudad ubicada en el condado de Columbia en el estado estadounidense de Arkansas. En el Censo de 2010 tenía una población de 1372 habitantes y una densidad poblacional de 230,72 personas por km².

## Geografía
Waldo se encuentra ubicada en las coordenadas 33°21′10″N 93°17′41″O / 33.35278, -93.29472. Según la Oficina del Censo de los Estados Unidos, Waldo tiene una superficie total de 5.95 km², de la cual 5.95 km² corresponden a tierra firme y (0%) 0 km² es agua.

## Demografía
Según el censo de 2010, había 1372 personas residiendo en Waldo. La densidad de población era de 230,72 hab./km². De los 1372 habitantes, Waldo estaba compuesto por el 30.61% blancos, el 67.2% eran afroamericanos, el 0.07% eran amerindios, el 0.07% eran asiáticos, el 0% eran isleños del Pacífico, el 0.51% eran de otras razas y el 1.53% pertenecían a dos o más razas. Del total de la población el 1.17% eran hispanos o latinos de cualquier raza.